# 川島桂山

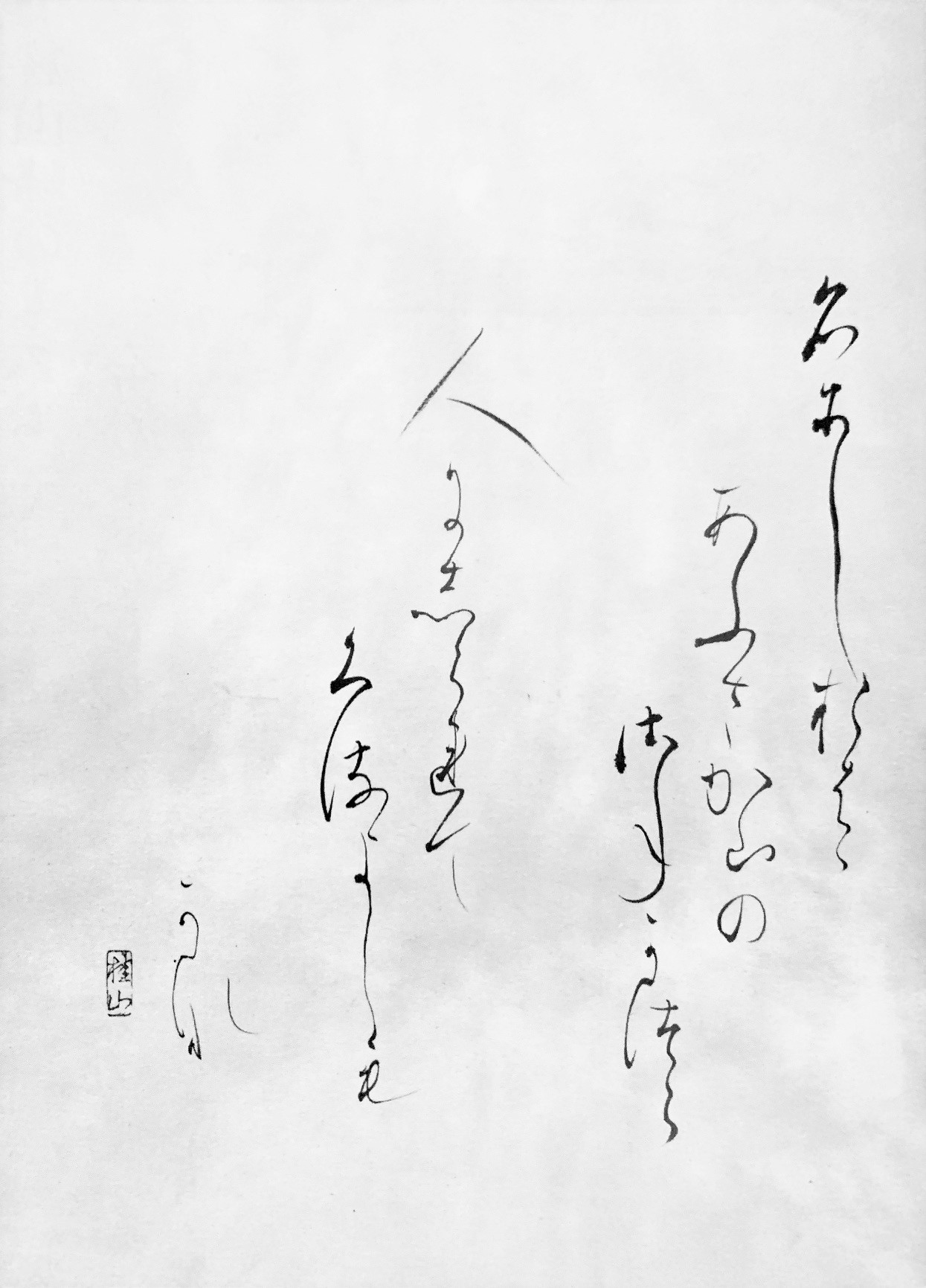
川島桂山書　三条右大臣　後撰集巻11・恋

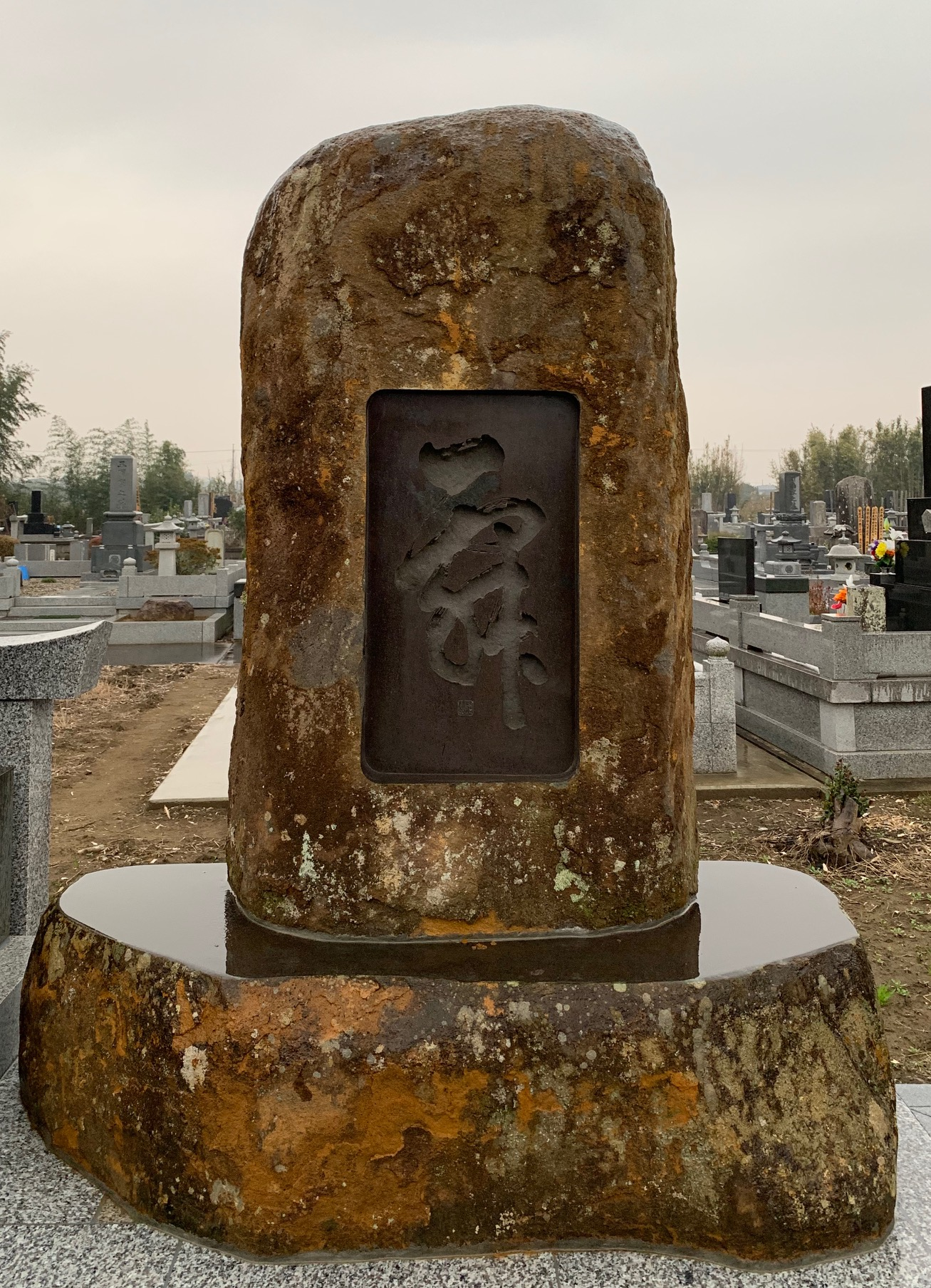
川島桂山書　長光山蓮成寺石碑（東金市）

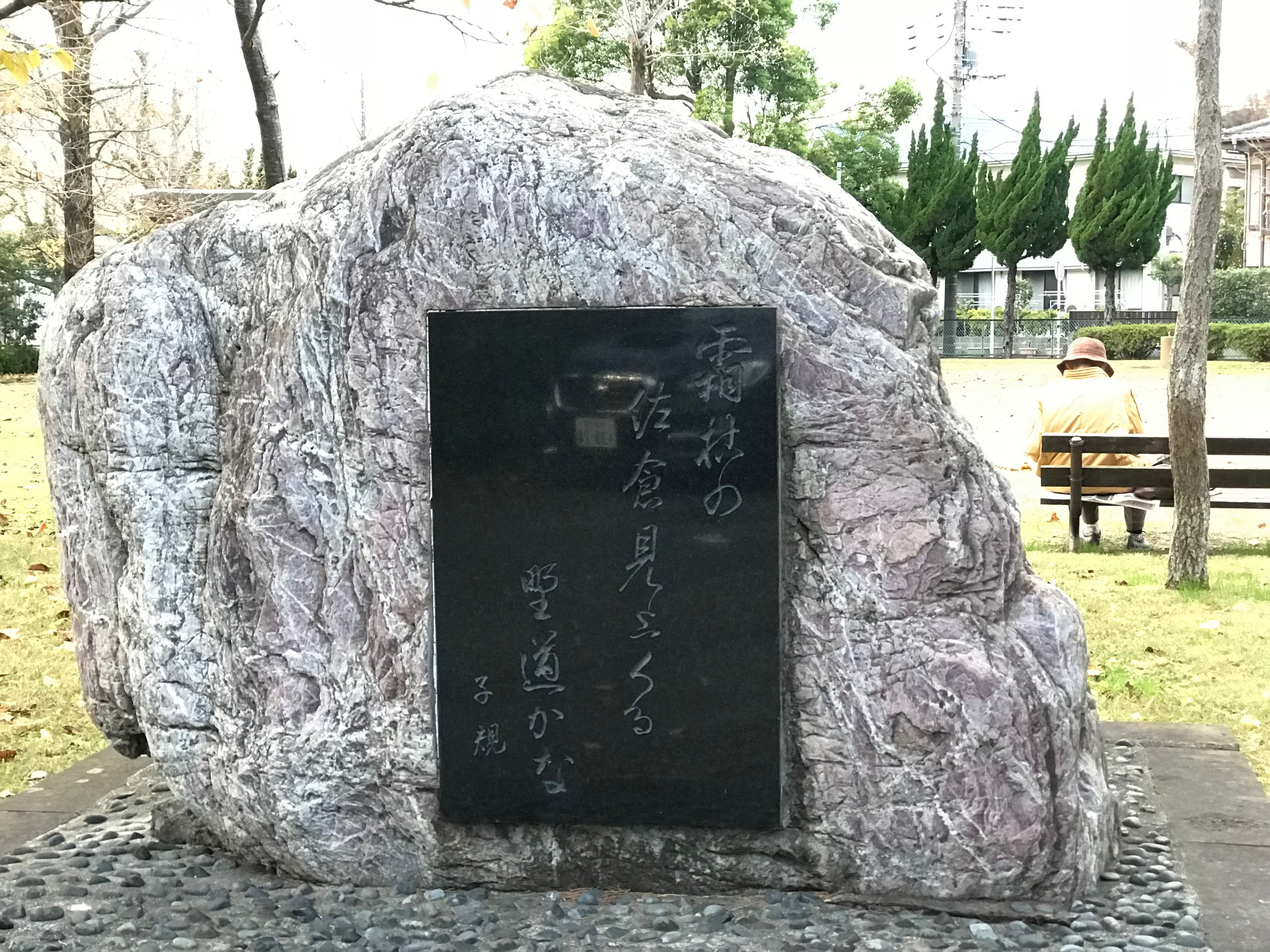
川島桂山書　正岡子規石碑（佐倉市）

川島 桂山（かわしま けいざん、1898年（明治31年）11月12日 - 1987年（昭和62年）3月4日）は、昭和に活躍した千葉県出身の書家。書道普及会創設者。社団法人日本書道院理事。書道研究温知会名誉理事。本名は川嶋 泰祐（かわしま たいすけ）。

## 略歴
1920年（大正9年）小野鵞堂主宰の書道研究斯華会に入会、1925年（大正14年）小野成鵞および神郡晩秋に師事し直接指導をうけ1952年（昭和27年）から1970年（昭和45年）には豊道春海に書道の薀奥を学んだ。また、世界各地に日本美術を紹介する手助けや、芸術家文化人のチャリティ展などに協力して書道の普及に尽力した。
書道普及会
桂山は1936年（昭和11年）「現代に適応した書道の普及と兼ねて精神の修養に資せんが為」に書道普及会を設立し、会誌「書道普及」を創刊する。桂山のいう「現代に適応した書道」とは「大衆の使用しつつある楷・行・草・かなの四体と、漢字と仮名との調和した書道」である。書道普及会は、北は北海道から南は鹿児島まで、また樺太、朝鮮、台湾、中国に支部を有し、1940年（昭和15年）には140支部、会員は3000名を超えた。これは桂山の妻ちよが考案した「楷行草かな」の半紙大の折込を手本とし、会員は作品を郵送して添削指導をうける方法が評判を呼び、また書道論など新機軸の企画が好評を得たためとされる。
| 1898年 |      | 千葉県山武郡豊成村堀之内（現・東金市堀之内）に生まれる                                        |
| 1911年 | 13歳 | 上京                                                                                          |
| 1920年 | 22歳 | 小野鵞堂主宰の「書道研究斯華会」に入会。                                                      |
| 1925年 | 27歳 | 小野成鵞、神郡晩秋に師事                                                                      |
| 1928年 | 30歳 | 第77回日本美術協会展覧会入選 第1回戊辰書道会展入選                                            |
| 1929年 | 31歳 | 安東聖空主宰の正筆会賛助員となる 神奈川県鎌倉市に移住し書道教授を始める 第2回戊辰書道会展入選 |
| 1930年 | 32歳 | 第83回日本美術協会展において総裁高松宮より褒状 泰東書道院委員                                 |
| 1931年 | 33歳 | 第86回日本美術協会展覧会入賞                                                                  |
| 1932年 | 34歳 | 書道研究温知会師範 第3回泰東書道院展において総裁東久邇宮より褒状                              |
| 1934年 | 36歳 | 第5回泰東書道院展において総裁東久邇宮より褒状                                                 |
| 1936年 | 38歳 | 「書道普及会」を創設し、会誌「書道普及」を発行                                                |
| 1952年 | 54歳 | 豊道春海に書道の薀奥を学ぶ。日本書道院審査員                                                  |
| 1957年 | 59歳 | 日本書道院監事                                                                                |
| 1959年 | 61歳 | 日本書道院理事。書道研究温知会理事                                                            |
| 1963年 | 65歳 | 大阪吹田市日本書道教育研究研精会顧問                                                          |
| 1971年 | 73歳 | 書道研究温知会名誉理事                                                                        |
| 1972年 | 74歳 | 日本綜合書芸院理事                                                                            |
| 1987年 | 88歳 | 永眠                                                                                          |